# The Big Combo
The Big Combo (en España, Agente especial; en algunos países de Hispanoamérica, Gangsters en fuga) es una película estadounidense de 1955 dirigida por Joseph H. Lewis. Fue interpretada por Cornel Wilde, Richard Conte, Brian Donlevy, Jean Wallace, Robert Middleton, Lee Van Cleef y Earl Holliman. 
Es considerada por muchos la mejor de su director y una de las mejores actuaciones de Cornel Wilde; sobresale también la fotografía expresionista en blanco y negro a cargo de John Alton.

## Sinopsis
El señor Brown, que fue carcelero, dirige una de las organizaciones mafiosas más poderosas y sanguinarias del país. Él y sus secuaces se dedican al tráfico de drogas y a las apuestas clandestinas y no sienten remordimientos cuando secuestran, roban, torturan o asesinan a personas inocentes. Hasta que el teniente de policía Leonard Diamond emprende una cruzada para derribar el emporio criminal, valiéndose para ello de Susan Lowell, la acompañante de Brown, que pretende abandonarlo.

## Reparto
- Cornel Wilde: Teniente de policía Leonard Diamond
- Richard Conte: Sr. Brown
- Brian Donlevy: Joe McClure
- Jean Wallace: Susan Lowell
- Robert Middleton: Capitán de policía Peterson
- Lee Van Cleef: Fante
- Earl Holliman: Mingo
- Helen Walker: Alicia Brown
- Jay Adler: Sam Hill
- John Hoyt: Nils Dreyer
- Ted de Corsia: Bettini